# Parapenaeus murrayi
Parapenaeus murrayi is een tienpotigensoort uit de familie van de Penaeidae. De wetenschappelijke naam van de soort is voor het eerst geldig gepubliceerd in 1938 door Ramadan.